# Janji Lobi
Janji Lobi is een bestuurslaag in het regentschap Padang Lawas van de provincie Noord-Sumatra, Indonesië. Janji Lobi telt 2638 inwoners (volkstelling 2010).